# تريس لاغواس
تريس لاغواس (بالبرتغالية: Três Lagoas) هي مدينة واقعة في ماتو غروسو دو سول، البرازيل. عدد سكانها حوالي 86,000 نسمة، ومساحتها 10.000 كم2.